# Зайд ибн Аркам
Зайд ибн Аркам (араб. زيد بن أرقم‎; умер 685-686) — сподвижник исламского пророка Мухаммеда и рассказчик хадисов. Он был из племени Бану аль-Хазрадж и старшим сподвижником из ансаров («помощников» в Медине), он участвовал в 17 походах с Мухаммедом и умер в 66 году хиджры, что соответствует 685-686 годам н. э.

## Биография
Он был первым человеком в исламе, который отдал свой дом для первого намаза (ритуальной молитвы), который проводил Мухаммед. Он присягнул Абу Бакру ас-Сиддику. В 627 году он принял ислам, после чего участвовал вместе с Мухаммедом в битве у рва. Впоследствии он участвовал и в других битвах.
После вторжения Бану Мусталик Абдуллах ибн Убайй, которого называли главой «лицемеров» (мунафикун), был в ярости из-за вызова, который мусульмане бросили враждебным планам и интригам, плетущимся за закрытыми дверями, и поклялся, что «самый благородный изгонит самого подлого из Медины», и добавил: «Они (мусульмане) превосходят нас численностью и делят с нами нашу землю. Если ты откормишь свою собаку, она съест тебя». Зайд ибн Аркам передал это Мухаммеду, который затем попросил присутствия Абдуллаха ибн Убая. Ибн Убай клялся и отрицал, что он говорил что-то подобное, и из-за этого его отпустили. Но позже свидетельство Зайда ибн Аркама было подтверждено откровением суры «Аль-Мунафикун».
Он передал ряд хадисов. В Сахихе Муслима он упоминается как источник хадиса о двух важных вещах. В этом хадисе Мухаммед дал бы определение выражения «народ дома» (Ахль аль-Байт).